# انجمن کتابداری و اطلاع‌رسانی ایران
انجمن کتابداری و اطلاع‌رسانی ایران در نیمه دهه پنجاه شمسی رسماً تشکیل شد.
با رشد چشمگیر کتابخانه‌ها در اواخر دهه چهل و اوایل دهه پنجاه شمسی و افزایش تعداد کتابداران نیاز به انجمنی که بتواند فعالیت‌های کتابداران در سطح ایران هماهنگ کند کاملاً احساس شد. به همین خاطر از سال ۱۳۴۰ تا هنگامی که انجمن به صورت رسمی تأسیس شد اقداماتی برای تشکیل انجمن کتابداران در ایران صورت گرفت. در سال ۱۳۴۴ اساسنامه انجمن تدوین و به تصویب هیئت مؤسس رسید و ظرف دو هفته به ثبت رسید و در مهر ۱۳۴۵ هیئت مدیره منتخب رسماً کار خود را شروع کرد.
بنابراین فعالیتهای رسمی انجمن کتابداران ایران (اکتا) از سال ۱۳۴۵ شروع شد، به همین دلیل سال تأسیس رسمی آن را ۱۳۴۵ در نظر می‌گیرند.